# 有賀光豊

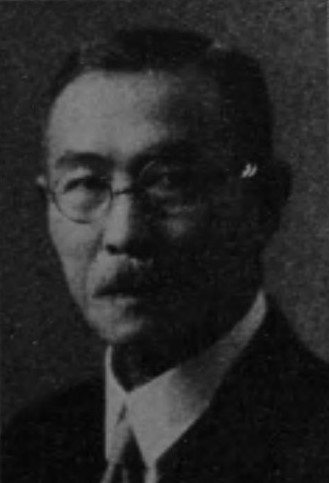
有賀光豊

有賀 光豊（あるが みつとよ、1873年5月23日 - 1949年5月31日）は、日本の官僚。貴族院議員。実業家。

## 経歴
長野県伊那郡南殿村(現上伊那郡南箕輪村)生まれ。 1891年、旧制松本中学(現長野県松本深志高等学校)卒業。1894年、東京法学院（現中央大学）英語法律科卒業。志願兵として近衛野戦砲兵連隊に入隊し、日清戦争従軍後、砲兵少尉で除隊。1897年、高等文官試験に合格して大蔵省主税局に入省。長崎税関監視部長、函館税務署長を経て、1906年に韓国政府に聘用され鎮南浦税関長となり、さらに統監府財政監査官、同書記官・監査部長に就任した。その後、朝鮮総督府書記官・関税課長、京畿道内務部長、同第一部長、度支部税関長、朝鮮総督府参事官・事務官などを歴任。
1918年、朝鮮殖産銀行理事となり、1920年には頭取となった。その他、朝鮮貯蓄銀行頭取、朝鮮蚕糸会会頭、朝鮮穀物商組合連合会会長、朝鮮山林会会長などを務めた。
さらに京城放送局創立委員長を経て、1934年7月3日、貴族院議員に勅選され、日本高周波重工業社長、農林省食糧管理局顧問などを歴任した。1946年、GHQにより公職追放され、同年3月13日、貴族院議員を辞職した。墓所は多磨霊園。
七男三女があり、次男の有賀光則は日本高周波鋼業社長、三男の有賀隆雄は高周波熱錬（ネツレン）創業者、四男の有賀敏彦は新日鉄を経て日本プレスコンクリート（ジオスター）社長。